# Bácsgyulafalva
Bácsgyulafalva (szerbül Телечка / Telečka) település Szerbiában, a Vajdaságban, a Nyugat-bácskai körzetben, Zombor községben.

## Fekvése
Zombortól 20 km-re keletre fekszik, a Telecskai-dombok hátán fekszik.

## Története
Bácsgyulafalva 1883-ban alakult ki puszta-Kúlán, amikor 13 bánáti falu lakosai, új, biztonságosabb lakóhelyet kerestek maguknak a faluikat sújtó sűrű áradások miatt. A legtöbben Szajánból, egy Nagykikinda melletti béres faluból érkeztek. Az új település Szapáry Gyula pénzügyminiszterről kapta a Gyulafalva nevet, azután, hogy a Kerényhez tartozó egykori pusztát a kincstár az áradásokkal sújtott Temesközből elmenekült római katolikus magyar családokkal telepítette be. Később nevét Bácsgyulafalva névre változtatták, majd 1922-ben kapta a Telecska nevet. 1910-ben 2818 lakosából 2575 magyar, 238 német volt. Ebből 2775 volt római katolikus. A trianoni békeszerződés előtt Bács-Bodrog vármegye Zombori járásához tartozott.

## Népesség

### Demográfiai változások
| 1948 | 1953 | 1961 | 1971 | 1981 | 1991 | 2002 | 2011 |
| ---- | ---- | ---- | ---- | ---- | ---- | ---- | ---- |
| 3122 | 3090 | 2996 | 2665 | 2429 | 2138 | 2084 | 1720 |

## Nevezetességek
- Római katolikus temploma - 1898-ban épült, Magyarok Nagyasszonya tiszteletére szentelték fel